# Samira Jakobs
Samira Jakobs (* 7. Mai 1990 in Willich) ist eine deutsche Synchronsprecherin, Sängerin und Dialogbuchautorin.

## Leben
2011 absolvierte Jakobs ein Praktikum bei Radio 90,1 Mönchengladbach. 2012 absolvierte sie einen Workshop bei Alexandra Wilcke, wo sie Gesangs- und Rollenunterricht nahm. 2014 folgte ein weiteres Volontariat bei Sven Hasper im Schreiben von Dialogbüchern und Dialogregie. Von 2011 bis 2015 studierte Jakobs zudem Medien- und Kulturwissenschaften an der Heinrich-Heine-Universität Düsseldorf. An der California State University Fullerton studierte sie Sitcom-Scriptwriting und Cinematography. Als Synchronsprecherin war Jakobs in Filmen wie The Birth of a Nation – Aufstand zur Freiheit und Die Verführten sowie in Fernsehserien wie The Lodge und Black Lightning zu hören. Aktuell spricht und singt sie in diversen Kinderserien, unter anderem Die Garde der Löwen, She-Ra und Shimmer und Shine.

## Synchronarbeiten

### Filme
- Nicole Zeoli in Sand Sharks
- Iris Apatow in Sausage Party – Es geht um die Wurst
- Mia Goth in A Cure for Wellness
- Madison Wolfe in Conjuring 2
- Victoria Budkey in The Birth of a Nation – Aufstand zur Freiheit
- Angourie Rice in Die Verführten
- Sayaka Kanda in Sword Art Online - The Movie: Ordinal Scale
- Bianca Bosch in The Kissing Booth 1 & 2 als Olivia

### Serien
- Kana Hanazawa in Bakemonogatari
- Mai Fuchigami in Girls und Panzer als Miho Nishizumi
- Mariya Ise in Photo Kano
- in Insectibles
- Rina Hidaka in Food Wars! Shokugeki no Soma
- Leila Jolene Cenk in Sieben Zwerge & ich als Schnee Wittchen
- Sophie Simnett in The Lodge als Skye
- China Anne McClain in Black Lightning als Jennifer Pierce
- Nao Toyama in Iroduku: Die Welt in allen Farben als Kurumi Kawai